# Gliese 370 b
Gliese 370 b (ook bekend als HD 85512 b) is een mogelijke exoplaneet die om de ster Gliese 370 cirkelt. De planeet bevindt zich op ongeveer 36 lichtjaar van de Aarde, in het sterrenbeeld Zeilen.
Het is een van de kleinste gevonden exo-planeten die zich in de bewoonbare zone begeeft. De planeet werd enige tijd gezien als de beste kandidaat om bewoonbaar te zijn, en zou levende organismen kunnen herbergen. Echter beschouwen nieuwe modellen de planeet als te warm.